# Nyamigezi (vattendrag i Burundi, Bururi)
Nyamigezi är ett vattendrag i Burundi.   Det ligger i provinsen Bururi, i den sydvästra delen av landet, 90 km söder om huvudstaden Bujumbura.
I omgivningarna runt Nyamigezi växer huvudsakligen savannskog. Runt Nyamigezi är det tätbefolkat, med 257 invånare per kvadratkilometer.